# Petronilla od Bigorre
Petronilla od Bigorre (o. 1184. – 1251.) bila je srednjovjekovna gospa, grofica Bigorre. Znana je i kao Petronilla (Petrunjela) od Commingesa jer je bila iz dinastije Commingesa preko svog oca.
Rođena je oko 1184. godine, a bila je jedino dijete grofa Bernarda IV. od Commingesa i njegove supruge, grofice Beatrice III. od Bigorre. Petronillini su se roditelji rastali nakon 1192.
Nakon smrti grofice Beatrice, Petronilla ju je naslijedila, ali je grof Bernard bio njezin regent. Ipak, mlada je Petronilla postala štićenica kralja Aragonije Alfonsa II. Kralj je udao Petronillu 1196. za vikonta Béarna Gastona VI. Par je bio bez djece. (Petronilla i Gaston su oboje bili rimokatolici, no papa Inocent III. je ekskomunicirao Gastona.)
Gaston je umro 1214. Sljedeće se godine Petronilla udala za Don Nuña Sáncheza, unuka aragonske kraljice i Petronilline imenjakinje. Papa Honorije III. je poništio taj brak 1216. Iste se godine Petronilla udala za Guya de Montforta. Guy je postao otac, Petronilla mu je rodila Alisu i Petrunjelu.
Petronillin sljedeći muž bio je Aymor de Racon. Par je bio bez djece. 
1228. Petronilla se udala po peti put, za plemića Bosona od Mastasa i Cognaca. Na Petronillinu žalost, brak je nju i njezina petog muža učinio krajnje nepopularnima. 1230. Petronilla je otišla u Bigorru s mužem.
Kći Petronille i Bosona bila je Marta od Marsana.
Petronilla se povukla u jedan samostan te je Bigorru prepustila Šimunu de Montfortu, 6. grofu Leicestera. Alisa i Marta, njezine dvije kćeri, borile su se s njim. Situaciju je smirio tadašnji engleski kralj.